# 荀愷
荀 愷（じゅん がい、生没年不詳）は、中国三国時代から西晋にかけての政治家、武将。字は茂伯。小字は虎子。豫州潁川郡潁陰県（現在の河南省許昌市）の人。曾祖父は荀彧、祖父は荀惲（妻は曹丕妹）、父は荀霬（妻は司馬昭妹）。兄は荀憺、弟は荀悝。

## 生涯
荀愷は幼くして名が知られ、外祖父の司馬懿からも評価され「虎子」という字（あざな）を与えられた。また司馬懿は事あるごとに「（この子が）大きくなったら、共に天下に当たりたい」と語っていた。景元4年（263年）に征蜀が開始されると、護軍・荀愷も鍾会の麾下として参陣した。同9月、鍾会が漢中に至ると、王含の守る楽城には李輔を、蒋斌の守る漢城（沔陽県）には荀愷を、それぞれ一万人を付けて包囲させた。劉禅降伏後、蒋斌も抵抗を止め、涪の鍾会のものに出頭した。
前後は不明だが、山濤の推薦で驍騎將軍（中軍の一つ）となり、聡く明敏で、宿営を統御して前任者の王済に引けを取らなかった。
父の亡き後、跡を継いでいたが、咸煕年間（264年～265年）に五等爵の制度が始まると父の功績から改めて南頓子（汝南郡）に封じられた。武帝・司馬炎の時代（266年～290年）は、侍中を務めたという。
荀愷が司隷校尉の頃、平素より王愷と牽秀は互いに軽蔑しあっていた。ある時、王愷にそれとなく唆されたため、荀愷は「牽秀が夜中、高平国の守備平・田興の妻を車に乗せた」と上奏した。牽秀は誣告であると主張し群臣も擁護したが、彼の名声は傷つけられ最終的に免官となった。
永熙元年（290年）、恵帝・司馬衷が即位すると楊駿が政治を取り仕切った。そのころ司隷校尉の荀愷は従兄が亡くなり、自ら上表して喪に駆け付けたが、詔で許可が出る前に（荀愷は）楊駿を訪問した。傅咸から「（前略） 詔が未だ下らぬ間に、阿諛追従し楊駿を訪ねました。よろしく官を削り、教化を広めるべきです」と弾劾されたが、楊駿が政権を取っていたため、恵帝は不問とした。司隷校尉の石鑒が鬱林太守・介登の罷免を上奏した。尚書の荀愷は「遠郡は人情から言って好まれないので、介登の秩禄を削り太守のままとすべき」と主張した。一方で尚書郎の李重は「例外を作るべきではない」と強く説いたため、詔が下り介登は呼び戻された。
元康元年（291年）、楊駿が誅殺された事件の折、裴楷の息子の裴瓚は楊駿の婿なこともあって、乱兵に殺害された。尚書左僕射の荀愷は裴楷と不仲であり、裴楷も楊駿の親類であると上奏して廷尉に引き渡した。しかし、傅祗が裴楷の無罪を証明したため、詔が下り赦された。また荀愷は武帝・司馬炎の従兄弟であり高貴を自負し、武茂より年少であったが、彼との交友を求めたことがあった。しかし、武茂が拒否したため、これを恨みに思っていた。楊駿が誅殺されると、楊駿は武茂の外甥であるという理由で陥れて処刑させた。
同年、皇后賈南風は後軍将軍・荀悝に命じて楊太后を永寧宮へ移送させ、実母の龐氏と同居することを許した。しかし、楊駿誅殺の折、楊太后（楊芷）は矢文で外に救援を求めたことが取り沙汰され、「太后の位を廃して庶人とすべし」と上奏された。張華は「太后から皇后への降格」を求めると、尚書左僕射の荀愷と太子少師の司馬晃は「廃位して金墉城に移すべし」と主張し、詔により許可された。
これ以後は記録は途絶えるが、官位は征西大將軍にまで昇ったという。

## 『三国演義』の活躍
魏の兵士として、『演義』第116回に登場する。南鄭関を守る蜀将・盧遜との攻防で、鍾会の馬の足が橋に落ち込み絶体絶命の危機に陥ると、軍中にいた荀愷は一矢でもって迫りくる盧遜を落馬させ、南鄭関の奪取に貢献した。荀愷はこうした功績から護軍に任命され、鞍や甲冑も贈られ、その後は史実と同様に漢城を包囲した。